# Justus Menius
Justus Menius (1499-1558) (* Fulda, 13 de Dezembro de 1499 † Leipzig, 11 de Agosto de 1558) foi teólogo luterano e reformador alemão. Abriu uma escola em Erfurt, e foi nomeado pastor e superintendente em Eisenach. Era amigo de Martinho Lutero, Philipp Melanchthon, Friedrich Myconius (1490-1546) e dos humanistas Conradus Mutianus (1470-1526), Crotus Rubeanus (1480-1545) e Helius Eobanus Hessus (1488-1540).

## Principais trabalhos
Menius partiu para Gotha (1528), retomou o ensino e desfrutou da amizade de Friedrich Myconius. John, eleitor da Saxônia, o colocou na comissão de visitação à igreja na Turíngia, e em 1529 o nomeou pastor e superintendente em Eisenach, onde por dezoito anos administrou os assuntos da igreja com tato e promoveu a disseminação da educação. Em 1529, ele publicou sua Oeconomia christiana (um tratado em alemão, sobre a ordem correta de uma família cristã) com uma dedicatória à duquesa Sybil da Saxônia e um prefácio de Lutero.
O tratado de Menius, escrito em conjunto com Myconius, controvertendo Der Wiedertaufer Lehre und Geheimniss (1530), também foi prefaciado por Lutero. A reversão à comunhão romana de seu velho amigo Crotus levou a seu mordaz Responsio amici (1532, anon.) À Apologia (1531) de Crotus. Participou nas disputas teológicas da época, em Marburg (1529), na Concórdia de Wittenberg (1536), na Convenção de Schmalkalden (1537) e nas discussões em Hagenau e Worms (1540). Seu tratado (1542) contra a permissão da bigamia no caso de Filipe de Hessenão foi autorizada a ser impressa (o manuscrito está na biblioteca da Universidade de Heidelberg).

## Vida posterior
Em 1542 Menius mudou-se para Mühlhausen, sendo nomeado por Maurice, Eleitor da Saxônia, para o ordenamento da igreja lá. Com a morte de Myconius (1546), foi-lhe confiada a supervisão de Gotha, além da de Eisenach; a Gotha ele retornou em 1547.
O resto de sua vida não foi feliz. Ele foi contra o Interim de Leipzig (1548) com seu compromisso em alguns usos católicos, e esteve envolvido em controvérsias e disputas; com Georgius Merula, contra quem defendeu a necessidade de exorcismo no batismo; com os adeptos de Osiander na questão da justificação; com seu colega, Nicholas von Amsdorf, a quem renunciou à superintendência de Eisenach; com Flacius Illyricus e outros.
Ele perdeu o favor de João Frederico I, eleitor da Saxônia, adoeceu, foi deposto (1555) de seus cargos e ficou desapontado com suas esperanças de ser reintegrado, após o colóquio em Eisenach (1556). Ele morreu em Leipzig.
Menius foi casado duas vezes e teve vários filhos, dos quais Eusébio ocupou uma cadeira de filosofia em Wittenberg, e se casou com a neta de Melanchthon, Anna Sabinus.
GL Schmidt fornece uma bibliografia completa dos numerosos escritos de Menius, que traduziu vários comentários bíblicos de Lutero para o alemão. Sua Oeconomia foi reimpressa em 1855.

## Publicações
- Ad Apologiam Iohannis Croti Rubeani Responsio amici …” Wittenberg 1532
- Bericht Der bittern Warheit IVSTI MENII … Wittenberg 1558
- Catechismus Justi Menij Erfurt 1532
- Censurae: … Vber die Bekendtnis Andreae Osiandri … Erfurt 1552
- Der 128. Psalm vom heiligen Ehestande” Wittenberg 1550
- Der widderteuffer Lere vnd Geheimnis aus Heiliger Schrifft widderlegt, 1530
- Ein tröstliche predigt vber der Leich vnd Begrebnis des Erwirdigen Herrn Friderichen Mecums, Pfarrherrn vnd Superattendenten zu Gotha. 1546
- Erynnerung was denen so sich ynn Ehestand begeben zu bedencken sey, 1528
- Etlicher Gottlosen und widder christlichen lere von der Papistischen Messen … Wittenberg 1527
- In Samuelis librum priorem Enarratio Wittenberg 1532
- In was Glauben vnd Meynung die Kyndlein zur heyligen Tauff zu forddern seyen …, Erfurt 1525
- Kommentarius über die Apostelgesch." 1527 (Comentário sobre Os Atos dos Apóstolos)
- Kurtzer auszug einer gottseligen Haushaltung”. (In:) Nikolaus Gallus: Ein Kurtze Ordenliche summa der rechten Waren Lehre Regensburg 1552 (Bearbeitung der Oeconomia christiana” von 1529)
- Kurtzer Bescheid … Auff den Vortrab Flacij Jllyrici Wittenberg 1557
- Leichpredigt… Kurfuersten zu Sachsen etc. Johans Friederichs … Jena 1554
- Oeconomia Christiana, das ist, Von christlicher Haushaltung, 1529 (tratado em alemão sobre a forma correta de administrar uma família cristã com prefácio de Martinho Lutero e dedicado a Sibila da Saxônia (1512-1554)[3])
- Responsio amici (1532)
- Sepultura Lutheri Magdeburg 1538
- Verantworttung Justi Menij Auff Matth. Flacij Jllyrici gifftige … lesterung Wittenberg 1557
- Vnterricht Fur die so das Hochwirdig Sacrament des Altars entpfahen woellen Erfurt 1526
- Vom Exorcismo … Wittenberg 1551
- Von dem Geist der Widerteuffer Wittenberg 1544
- Von den Blutfreunden aus der Widertauff Erfurt 1551
- Von deñ Blutfreundeñ aus der Widertauff, 1551
- Von der Bereittung zum seligen Sterben Erfurt 1556
- Von der Gerechtigkeit die für Gott gilt. Wider die newe Alcumistische Theologiam Andreae Osiandri Erfurt 1552
- Von der Notwehr vnterricht …, Wittenberg 1547 (VD 16: M 4592);
- Widder den Hochberumbten Barfußer zu Erffurt, D. Cunrad Klingen Wittenberg 1527
- Wie ein iglicher Christ gegen allerley lere, gut vnd böse, nach Gottes befelh, sich gebürlich halten sol. Mit einer vorrhede D. Mart. Luther. 1538